# Chilia Veche
Chilia Veche – wieś w Rumunii, w okręgu Tulcza, w gminie Chilia Veche. W 2011 roku liczyła 2089 mieszkańców.